# Leal (Stany Zjednoczone)
Leal – miasto w Stanach Zjednoczonych, w stanie Dakota Północna, w hrabstwie Barnes.